# Carlos Curbelo (Fußballspieler)
Carlos Curbelo (* 28. April 1954 in San José de Mayo, Uruguay) ist ein ehemaliger französisch-uruguayischer Fußballspieler.

## Spielerlaufbahn

### Verein
Der Vater von Gaston Curbelo begann seine Laufbahn in seinem Geburtsland bei Cerro und wechselte von dort 1972 nach Frankreich zur AS Nancy, wo der auf der Position des Libero spielende Curbelo mit seinen Mitspielern 1975 Meister der zweiten Division wurde und 1978 die Coupe de France gewann. Dort blieb er bis 1980, um anschließend noch weitere acht Jahre bei OGC Nizza zu spielen. Mit Nizza wurde er 1985 Vizemeister der Zweiten Liga.

### Nationalmannschaft
Der Abwehrspieler war Mitglied der Nationalmannschaft Frankreichs, für die er zwei Länderspiele im Jahre 1976 absolvierte, bei denen er kein Tor erzielen konnte.

### Erfolge
- Coupe de France: 1977/78

## Trainertätigkeit
Curbelo, der sich nach seiner aktiven Karriere mindestens in den Jahren 1989 bis 2008 wieder in Uruguay niederließ und dort als Scout für französische Vereine arbeitete, betreute von 1990 bis 1991 den uruguayischen Verein Bella Vista als Assistenztrainer.